# John Halifax, Gentleman
John Halifax, Gentleman er en amerikansk stumfilm fra 1910 af Theodore Marston.

## Medvirkende
- Martin Faust som John Halifax
- Frank H. Crane
- William Russell
- Violet Heming